# Gacy: Serial Killer Next Door
Gacy: Serial Killer Next Door è un film del 2024 diretto da Michael Feifer e basato sulla storia vera del famoso serial killer statunitense John Wayne Gacy.

## Trama
Quando vede il nuovo vicino, John Gacy, portare a casa degli uomini che non se ne vanno mai, l'adolescente Bobby inizia a sospettare che l'uomo nasconda qualcosa e si mette ad indagare per proprio conto.